# Kylix alcyone
Kylix alcyone é uma espécie de gastrópode do gênero Kylix, pertencente a família Drilliidae.